# Schweizer Nordische Skimeisterschaften 1961
Die Schweizer Nordischen Skimeisterschaften 1961 fanden vom 3. bis zum 5. Februar 1961 in Crans-Montana, am 12. Februar 1961 in Kandersteg und am 19. Februar in Airolo statt. Ausgetragen wurden im Skilanglauf die Distanzen 16 km, 30 km und 50 km, sowie die 4 × 8 km Staffel. Den 16-km-Lauf gewann Konrad Hischier, den 30-km-Lauf Alphonse Baume und den 50-km-Lauf Michel Rey. Zudem siegte die Staffel von SC La Brévine. Bei den Frauen wurde ein 5-km-Lauf mit zwei Starterinnen absolviert, der aber aufgrund geringer Beteiligung, nicht gewertet wurde. Das Skispringen gewann zum neunten Mal Andreas Däscher und die Nordische Kombination Alois Kälin.

## Skilanglauf

### 16 km
| Platz | Name            | Verein            | Zeit (min) |
| ----- | --------------- | ----------------- | ---------- |
| 01    | Konrad Hischier | SC Obergoms       | 51:45      |
| 02    | Alois Kälin     | SC Einsiedeln     | 52:18      |
| 03    | Alphonse Baume  | Mont-Soleil       | 52:43      |
| 04    | Erwino Hari     | SC Adelboden      | 52:54      |
| 05    | Hans Ammann     | Alt-St. Johann    | 53:15      |
| 06    | Fritz Kocher    | Zürich-Altstetten | 53:22      |
| 07    | Marcel Huguenin | SC La Brévine     | 53:52      |
| 08    | Georges Dubois  | Chaux-de-Fonds    | 54:02      |
| 09    | Paul Bebi       | Zürich-Altstetten | 54:31      |
| 10    | Hermann Kreuzer | SC Obergoms       | 55:13      |

Datum: Freitag, 3. Februar 1961 in Crans-Montana
 Der Obergomser Konrad Hischier holte mit 33 Sekunden Vorsprung auf Alois Kälin seinen ersten Meistertitel. Die Sieger über diese Distanz aus den Vorjahren Lorenz Possa, Viktor Kronig und Michel Rey mussten bei Schneetreiben das Rennen vorzeitig beenden.

### 30 km
| Platz | Name            | Verein            | Zeit (std) |
| ----- | --------------- | ----------------- | ---------- |
| 01    | Alphonse Baume  | Mont-Soleil       | 1:46:37    |
| 02    | Fritz Kocher    | Zürich-Altstetten | 1:46:46    |
| 03    | Hans Ammann     | Alt-St. Johann    | 1:46:49    |
| 04    | Konrad Hischier | SC Obergoms       | 1:46:57    |
| 05    | Michel Rey      | Les Cernets       | 1:47:38    |
| 06    | Erwino Hari     | SC Adelboden      | 1:48:13    |
| 07    | Georges Dubois  | Chaux-de-Fonds    | 1:51:28    |
| 08    | Michel Haymoz   | Gruyeres          | 1:51:32    |
| 09    | Bernard Overny  | Charmay           | 1:51:32    |
| 10    | Jean Max        | Monthey           | 1:51:33    |

Datum: Sonntag, 12. Februar 1961 in Kandersteg

Alphonse Baum gewann das mit 89 gestarteten Läufern erstmals bei Schweizer Meisterschaften ausgetragene Rennen mit neun Sekunden Vorsprung auf Fritz Kocher.

### 50 km
| Platz | Name          | Verein            | Zeit (std) |
| ----- | ------------- | ----------------- | ---------- |
| 01    | Michel Rey    | Les Cernets       | 3:06:12    |
| 02    | Erwino Hari   | SC Adelboden      | 3:07:13    |
| 03    | Fritz Kocher  | Zürich-Altstetten | 3:08:46    |
| 04    | Emil Fröhlich | Zürich            | 3:13:52    |
| 05    | Hans Oberer   | Chur              | 3:15:09    |

Datum: Sonntag, 19. Februar 1961 in Airolo

Den mit 56 Läufern gestarteten 50-km-Lauf gewann wie im Vorjahr Michel Rey mit einer Minute Vorsprung auf Erwino Hari. Der Vorwochensieger über die 30 km Alphonse Baume war nicht am Start.

### 4 × 8 km Staffel
| Platz | Namen                                                             | Verein                | Zeit (std) |
| ----- | ----------------------------------------------------------------- | --------------------- | ---------- |
| 01    | Louis Clerc Jean-Bernard Huguenin Freddy Huguenin Marcel Huguenin | SC La Brévine         | 1:47:27    |
| 02    | Peter Michlig Fredy Imfeld Hermann Kreuzer Konrad Hischier        | SC Obergoms           | 1:47:53    |
| 03    | Kurt Schaad Jürg Chiodera Emil Fröhlich Karl Wagenführ            | TV Unterstrass Zürich | 1:48,07    |

Datum: Samstag, 4. Februar 1961 in Crans-Montana
 Es waren 16 Mannschaften am Start.

## Nordische Kombination

### Einzel
| Platz | Name                 | Ort                   | Punkte |
| ----- | -------------------- | --------------------- | ------ |
| 01    | Alois Kälin          | SC Einsiedeln         | 423,9  |
| 02    | Hans Kurt            | Ski-Club Gstaad       | 400,0  |
| 03    | William Schneeberger | Chaux-de-Fonds        | 390,1  |
| 04    | Rolf Hefti           | Linthal               | 379,4  |
| 05    | Peter Ogi            | SC Kandersteg         | 376,0  |
| 06    | Jean-Maurice Reymond | Le Brassus            | 365,8  |
| 07    | Kurt Schaad          | TV Unterstrass Zürich | 361,4  |
| 08    | Max Schneider        | Christiania Bern      | 361,35 |
| 09    | Karl Wagenführ       | TV Unterstrass Zürich | 352,8  |
| 10    | Gusti Biner          | Zermatt               | 351,8  |

Datum: Samstag, 4. Februar und Sonntag, 5. Februar 1961 in Crans-Montana

## Skispringen

### Normalschanze
| Platz | Name               | Verein          | Weite 1 | Weite 2 | Punkte |
| ----- | ------------------ | --------------- | ------- | ------- | ------ |
| 01    | Andreas Däscher    | Meilen          | 58,0 m  | 54,5 m  | 215,8  |
| 02    | Peter Wenger       | Bern            | 57,5 m  | 55,0 m  | 208,3  |
| 03    | Toni Cecchinato    | Riethüsli       | 57,0 m  | 54,0 m  | 208,0  |
| 04    | Ueli Scheidegger   | SC Adelboden    | 57,0 m  | 54,5 m  | 198,6  |
| 05    | Gilbert Barrière   | Sainte-Croix    | 53,0 m  | 53,0 m  | 198,0  |
| 06    | Knut Strömstad     | Ski-Club Gstaad | 50,5 m  | 48,0 m  | 188,5  |
| 07    | Francis Perret     | Le Locle        | 50,5 m  | 49,0 m  | 187,2  |
| 08    | Hanskurt Hauswirth | Ski-Club Gstaad | 51,5 m  | 51,5 m  | 186,9  |
| 09    | Francis Duvoisin   | Sainte-Croix    | 52,0 m  | 52,0 m  | 186,6  |
| 10    | Alois Kälin        | SC Einsiedeln   |         |         | 182,0  |

Datum: Sonntag, 5. Februar 1961 in Crans-Montana

Däscher gewann auf der Vermalaschanze mit Weiten von 58 m und 54,5 m und 7,5 Punkten Vorsprung auf Peter Wenger seinen neunten Meistertitel.